# カナス湖
カナス湖（カナスこ、中国語: 喀纳斯湖/喀納斯湖、ウイグル語: قاناس كۆلى、ラテン文字転写: Qanas köli、カザフ語: Қанас көлі）は、中華人民共和国新疆ウイグル自治区イリ・カザフ自治州アルタイ地区ブルチン県にある湖である。

## 概要
カナス湖は新疆ウイグル自治区の最北端のアルタイ山脈の南麓にあり、カザフスタン・モンゴル・ロシアとの国境に近い。湖は20万年前の第四紀に氷河の侵食と堆積作用により形成した氷河湖と見なされる。全体は三日月形を呈し、長さは24.5 km、幅は1.6〜2.9 km、湖面の面積は45 m2、湖面の海抜は1,374 m、最大水深は188.5 mである。友誼峰下から発するカナス川は北東からこの湖へ流入し、湖から南へ流れ出る川もカナス川と呼ばれ、ホム川と合流してブルチン川となる後、エルティシ川に流入してから、ザイサン湖を経てオビ川へ下り、北氷洋へ入る。湖の北東端には多くの流木が湖面に横たわり、強い風により流下せずに湖の流入口付近に集まっている。また、11月〜5月の結氷期以外の湖水の色は季節により変化し、5月の融雪期は青色で、6月は周辺の植物の繁茂により浅緑色から水色となり、7月〜8月は大量に流入する石灰岩または花崗岩の礫の影響で白色となり、8月〜9月は降雨により濃緑色となり、9月〜10月は流入水量の減少により翡翠色となる。
湖付近の谷に住む多数民族はトゥバ人（中国の少数民族認定によるとモンゴル族の支族）とカザフ人である。トゥバ人は主に伝統的な狩猟および遊牧業を従事しているが、未知の生物がいると見られる湖とその周辺では漁業や放牧を行わない。カナス湖および周辺地域は2007年に中国国家観光局により中国の5A級観光地に指定された。

## 未知の生物
数世紀前から湖に大きな生物の目撃情報が相次いで、トゥバ人の伝説では牛を丸ごとに呑むことができる湖の怪物という。1985年に付近で調査を行った新疆大学生物学科の研究グループは巨大な赤い魚のような生物の群れを観察した。その後も体長が10 m以上の巨大な生物の群れの目撃が相次いで、個体の体長が100 mを超えるという証言もある。2004年と2005年に潜水調査が行われたが、このような生物を発見したことがない。
中国科学院や新疆大学の研究者はこの生物がエルティシ川から溯上した巨大なアムールイトウと推測している。ただし、アムールイトウの体長が10 m以上になったのは記録上にないため、目撃者が言った10 m以上の体長は遠距離観測による誤認の可能性が高いとされる。

## ギャラリー

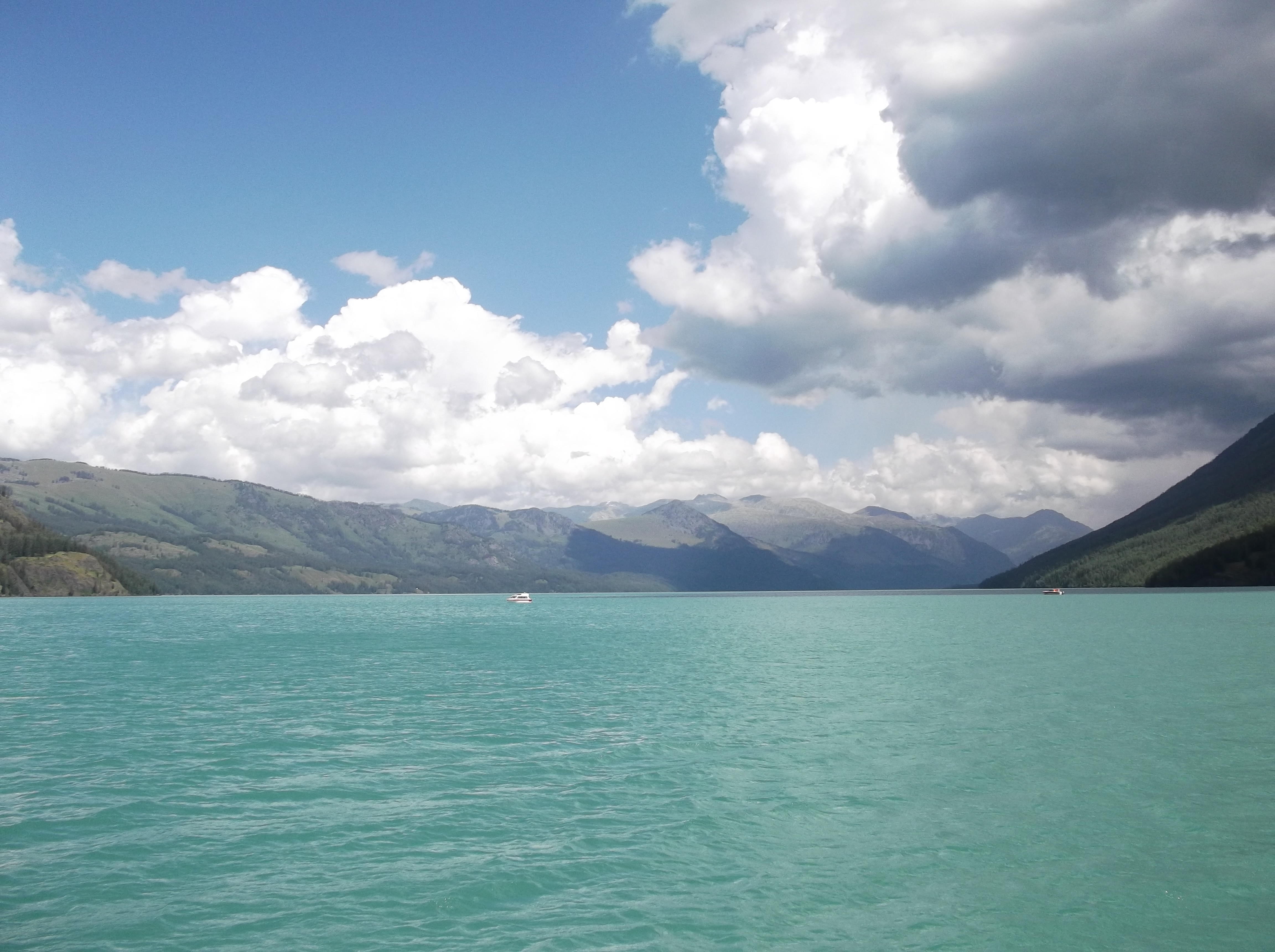
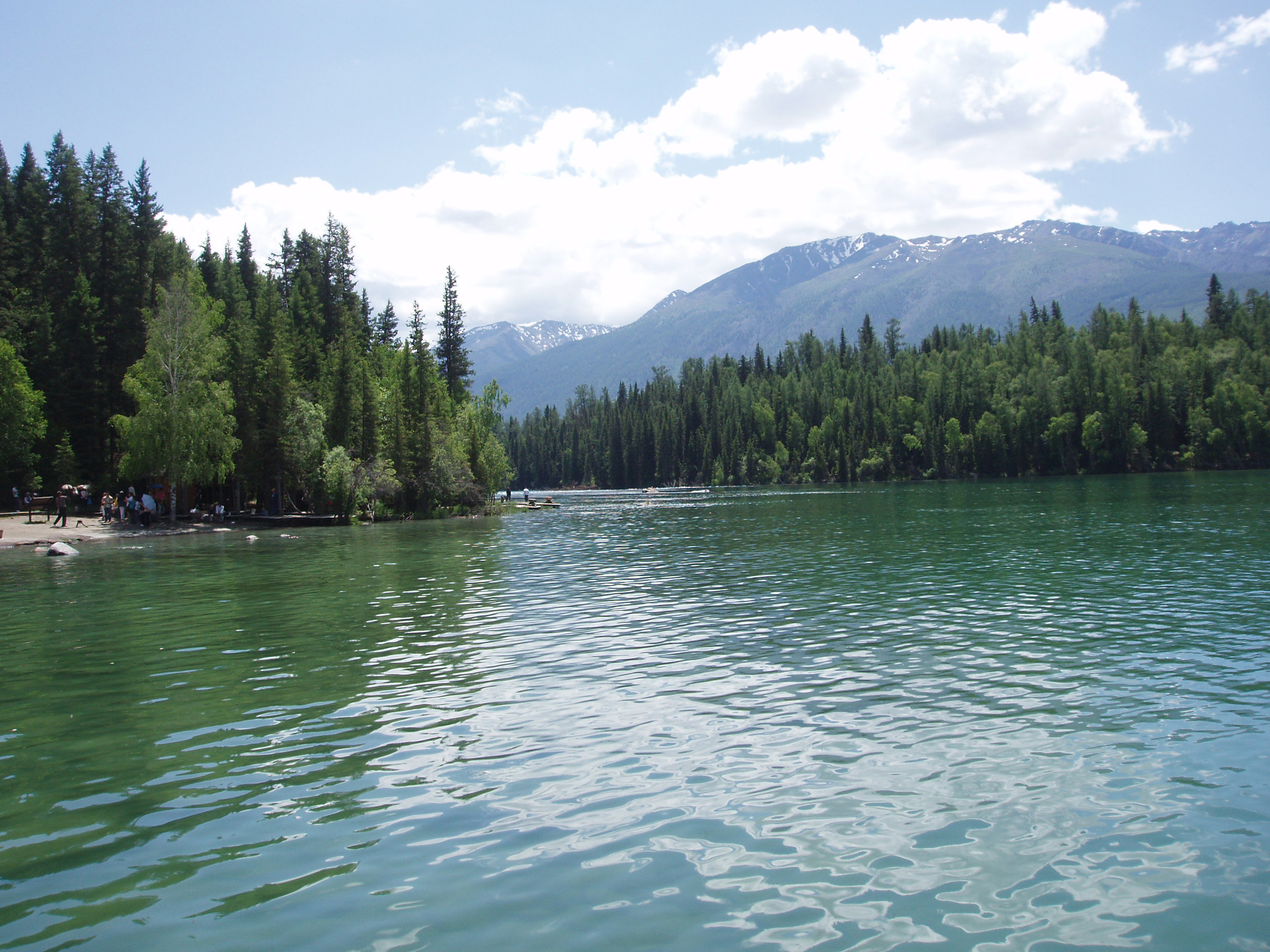
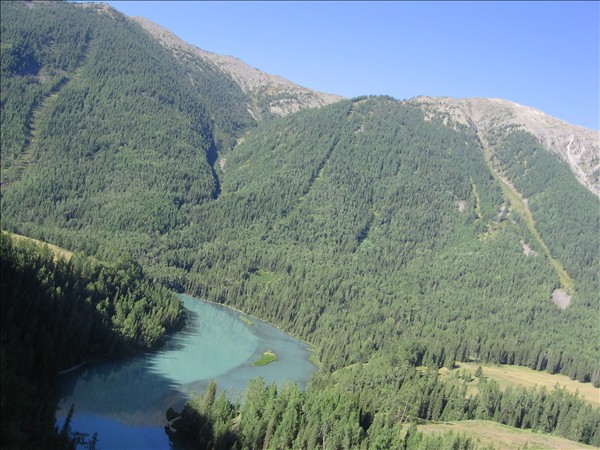
カナス湖と付近の山
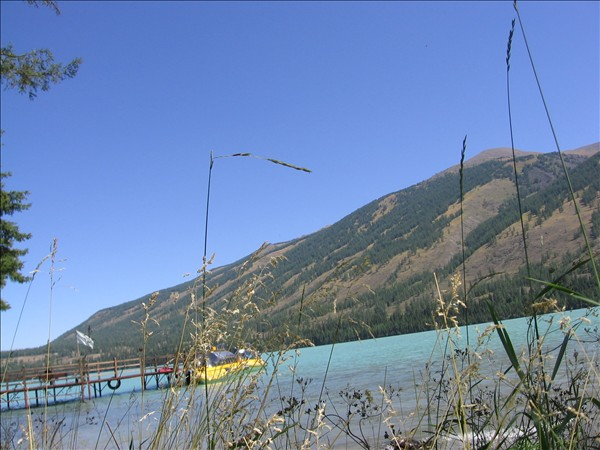
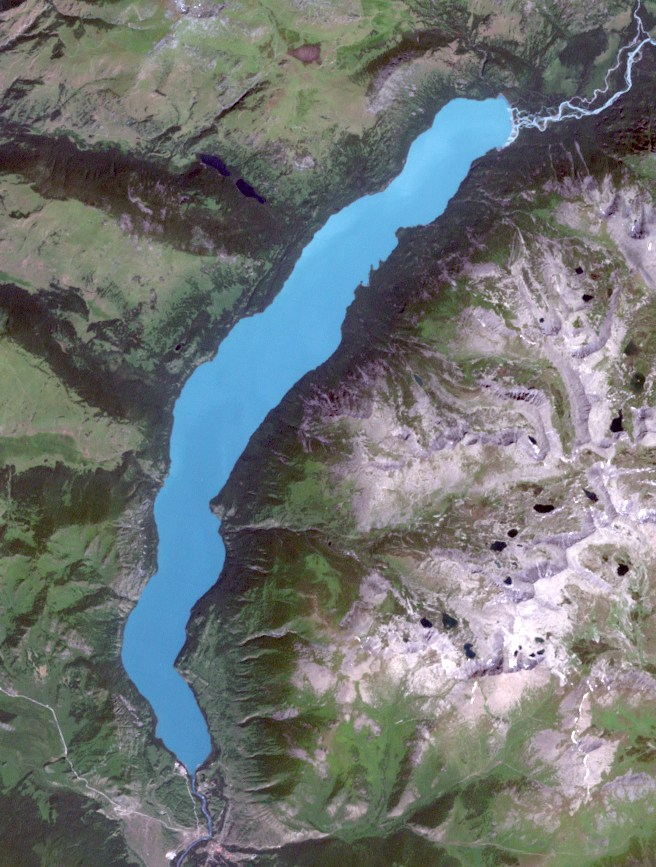
2006年7月の衛星写真
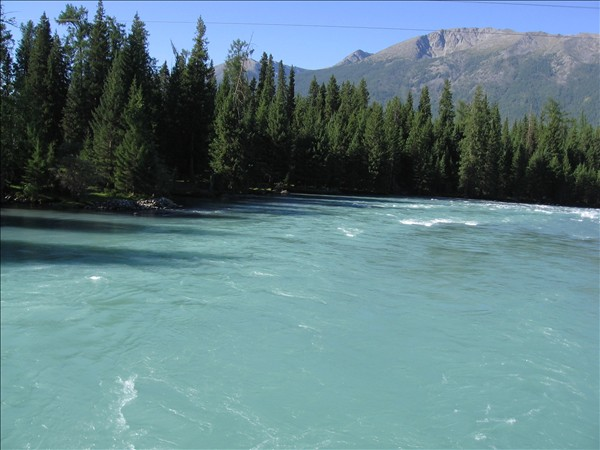
湖の南端から流れ出すカナス川
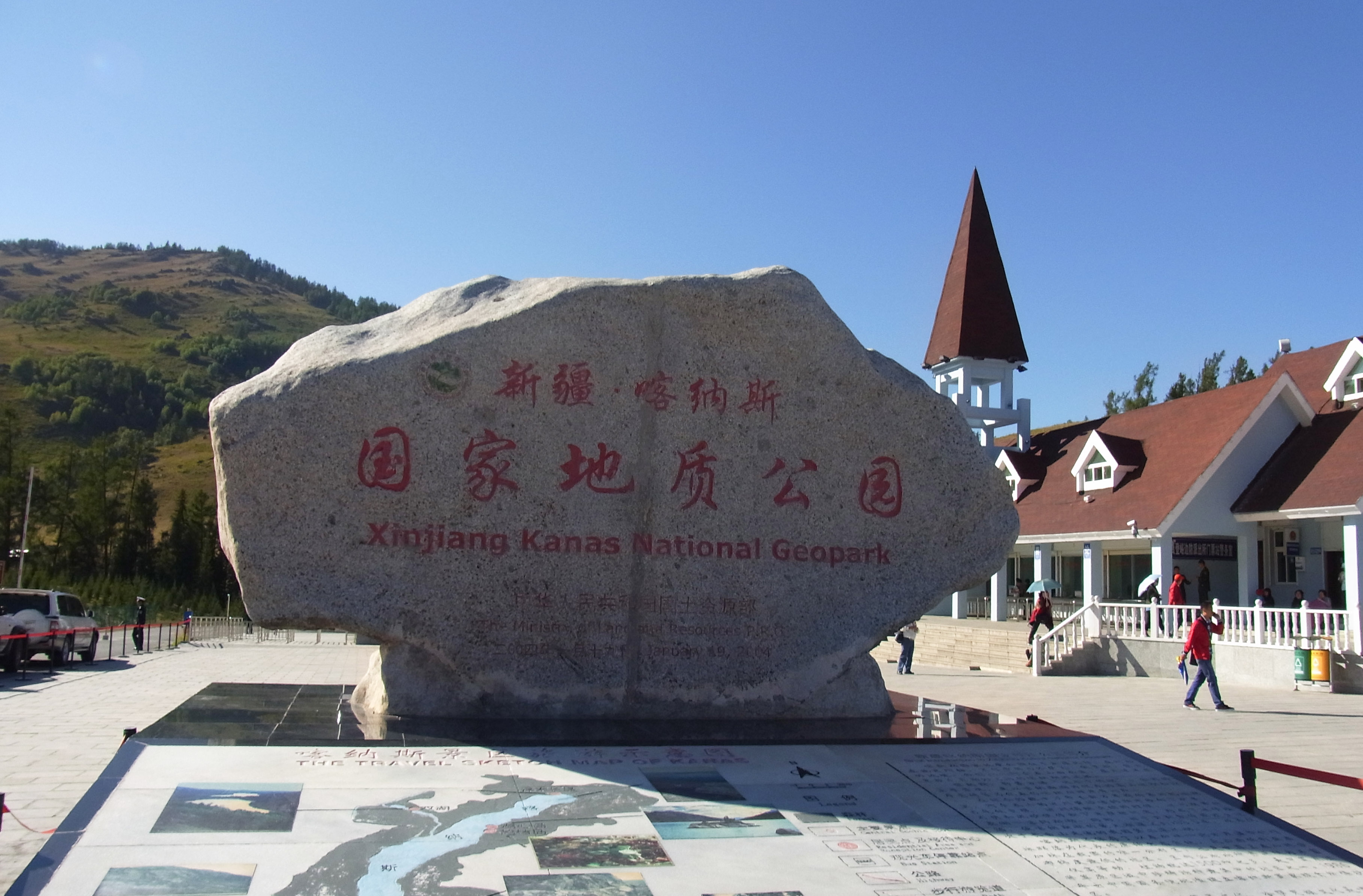
新疆カナス国家ジオパーク（カナス湖・カナス川）